# Eugenia Ravasco
Eugenia Maria Ravasco (Milano, 4 gennaio 1845 – Genova, 30 dicembre 1900) è stata una religiosa italiana, fondatrice della congregazione delle Figlie dei Sacri Cuori di Gesù e di Maria.
Nel 2003, al termine di una causa durata 55 anni, la Chiesa cattolica l'ha beatificata dopo averle attribuito la guarigione di una bambina boliviana.

## Biografia
Terza dei quattro figli del banchiere genovese Francesco Matteo Ravasco e della nobildonna Carolina Mozzoni Frosconi, rimasta orfana di madre a tre anni venne affidata alle cure di una zia materna. A sette anni si ricongiunse a Genova al padre e a due dei fratelli. Pochi anni dopo, alla morte del padre, venne affidata assieme ai fratelli alla tutela dello zio paterno Luigi.
Il 31 maggio 1863 ascoltò don Giacinto Bianchi che, invitato dal priore Giuseppe Frassinetti, teneva una meditazione nella chiesa Santa Sabina: restò così colpita che decise di consacrarsi, rinunciando anche alle nozze. Intensificò la sua opera nelle parrocchie e negli ospedali di Genova e a ventidue anni, nel 1867 entrò a far parte delle Dame di Santa Caterina di Portoria, dedite alle visite ai degenti dell'Ospedale di Pammatone. Il 6 dicembre 1868 fondò la congregazione delle Figlie dei Sacri Cuori di Gesù e di Maria con l'aiuto del sacerdote Salvatore Magnasco. Nel 1870 acquistò il palazzo dei marchesi Gropallo, situato sulla collina di Carignano, per costituirvi un educandato femminile, una scuola elementare e la Congregazione delle Madri Cristiane oltre che l'Opera della Dottrina Cristiana e degli esercizi spirituali per signore e signorine della città. Analoghe istituzioni furono da lei patrocinate a Levanto e a  Colazza in provincia di Novara, oltre che in altre località italiane.
Nel 1878 fondò la Scuola Magistrale Normale e nel 1892 la Casa per le giovani operaie.
Una via le è stata intitolata nel 1937 in corrispondenza del ponte di Carignano, a Genova, città in cui ha vissuto a lungo. Una sezione di Genova dell'ANSPI porta il suo nome così come un collegio del Venezuela.
La sua biografia è stata tratteggiata nel libro Le genovesi, mentre in suo ricordo è stato allestito dallo Jobel Teatro il racconto teatrale Eugenia Ravasco. Il colore dell'educazione.